# Tour de Pologne 1966
23. edycja wyścigu kolarskiego Tour de Pologne odbyła się w dniach 25 września – 2 października 1966. Rywalizację rozpoczęło 94 kolarzy, a ukończyło 74. Łączna długość wyścigu – 1272 km.
Pierwsze miejsce w klasyfikacji generalnej zajął Józef Gawliczek (LZS II), drugie Jan Magiera (Start I), a trzecie Tadeusz Zadrożny (LZS II). 
Organizatorami TdP byli: PZKol, RG LZS oraz po raz pierwszy redakcja Dziennika Ludowego. Po raz pierwszy w historii przeprowadzono etap drużynowej jazdy na czas. Wśród zawodników zagranicznych w wyścigu jechali kolarze z NRD, Serbii (m.in. zwycięzca wyścigu dookoła Jugosławii - Rados Cubrič) i Szkocji (z uczestnikiem Wyścigu Pokoju McGhee). Sędzią głównym wyścigu był Tadeusz Piórkowski.

## Etapy
| Etap      | Data           | Start - meta            | Długość (km)             | Zwycięzca etapu    | Lider           |
| I etap    | 25 września    | Warszawa – Lublin       | 180                      | Henryk Woźniak     | Henryk Woźniak  |
| II etap   | 26 września    | Lublin – Zamość         | 82 (jazda druż. na czas) | Legia I            | Henryk Woźniak  |
| III etap  | 27 września    | Zamość – Rzeszów        | 180                      | Stanisław Demel    | Henryk Woźniak  |
| IV etap   | 28 września    | Rzeszów – Nowy Sącz     | 162                      | Wojciech Otrembski | Henryk Woźniak  |
| V etap    | 29 września    | Nowy Sącz – Krynica     | 29 (jazda ind. na czas)  | Jan Magiera        | Henryk Woźniak  |
| VI etap   | 29 września    | Krynica – Sucha         | 138                      | Józef Beker        | Józef Beker     |
| VII etap  | 30 września    | Sucha - Oświęcim        | 180                      | Emil Szpitalny     | Józef Gawliczek |
| VIII etap | 1 października | Oświęcim – Częstochowa  | 178                      | Norbert Siwczyk    | Józef Gawliczek |
| IX etap   | 2 października | Częstochowa - Lubliniec | 33 (jazda ind. na czas)  | Henryk Woźniak     | Józef Gawliczek |
| X etap    | 2 października | Lubliniec - Opole       | 120                      | Zygmunt Hanusik    | Józef Gawliczek |

## Końcowa klasyfikacja generalna

### Klasyfikacja indywidualna
| Poz. | Zawodnik            | Kraj   | Zespół  | Czas (średnia km/h)       |
| ---- | ------------------- | ------ | ------- | ------------------------- |
| 1.   | Józef Gawliczek     | Polska | LZS II  | 28h 54' 07" (44,010 km/h) |
| 2.   | Jan Magiera         | Polska | Start I | +05' 45"                  |
| 3.   | Tadeusz Zadrożny    | Polska | LZS II  | +05' 49"                  |
| 4.   | Zygmunt Hanusik     | Polska | CRZZ I  | +06' 29"                  |
| 5.   | Jan Kudra           | Polska | CRZZ I  | +07' 42"                  |
| 6.   | Józef Beker         | Polska | LZS III | +07' 48"                  |
| 7.   | Henryk Woźniak      | Polska | Legia I | +08' 26"                  |
| 8.   | Henryk Kowalski     | Polska | CRZZ I  | +08' 48"                  |
| 9.   | Kazimierz Jasiński  | Polska | Legia I | +09' 03"                  |
| 10.  | Władysław Kozłowski | Polska | LZS II  | +09' 06"                  |

### Klasyfikacja drużynowa
| 1. | LZS II  | 88h 50' 25" |
| 2. | Legia I | +03' 03"    |
| 3. | CRZZ I  | +08' 17"    |
| 4. | NRD     | +14' 21"    |
| 5. | Start I | +18' 32"    |

### Klasyfikacja najaktywniejszych
| 1. | Bernd Patzig        | NRD    | 101 pkt |
| 2. | Zygmunt Hanusik     | Polska | 107 pkt |
| 3. | Stanisław Pawłowski | Polska | 110 pkt |
| 4. | Stanisław Gazda     | Polska | 117 pkt |
| 5. | Józef Gawliczek     | Polska | 216 pkt |

### Klasyfikacja górska
| 1. | Józef Gawliczek  | Polska | 31 pkt |
| 2. | Andrzej Bławdzin | Polska | 30 pkt |
| 3. | Jan Magiera      | Polska | 29 pkt |
| 4. | Zygmunt Hanusik  | Polska | 16 pkt |
| 5. | Stanisław Demel  | Polska | 16 pkt |